# Fleming Channel
Fleming Channel är en vattenväg i norra delen av Detroitfloden och en del av Saint Lawrenceleden.  Den ligger mellan Belle Isle och  Ontarios fastland, i den sydöstra delen av Kanada, 700 km sydväst om huvudstaden Ottawa.